# Onthophagus shillongensis
Onthophagus shillongensis é uma espécie de inseto do género Onthophagus, família Scarabaeidae, ordem Coleoptera.
Foi descrita cientificamente por Scheuern em 1995.